# Løkken Badehotel
Løkken Badehotel är ett danskt lägenhetshotell i Løkken i Hjørrings kommun på nordvästra Jylland.
Bosättningar började 1678 i Løkken, som utvecklade sig till ett av centra under 1700- och 1800-talen för skuthandeln över Skagerack med södra Norge. Løkken blev också ett fiskeläge. Kustfisket tog fart under 1880-talet, efter det att snurrevadsmetoden för fiske av plattfisk hade utvecklats och Jammerbugtens rikliga förekomst av rödspätta kunde fiskas. Skuthandeln avklingade efter det att Vendsysselbanen dragits fram till Hjørring 1875.  
Framemot sekelskiftet 1800/1900 växte en turistverksamhet fram i Løkken. A/S Løllen Badehotel grundades 1895. Hotellverksamhet drevs därefter i en tidigare skuthandlargård vid torget i Løkken i gårdens fyra byggnader, först som aktiebolag och sedan av enskilda hotellägare. Hotellverksamheten drevs fram till 1985. Då övertogs hotellet av ett aktiebolag, genomgick en grundlig renovering och har sedan dess fungerat som ett ägarlägenhetshotell, där sedan 1991 de enskilda lägenheterna hyrs ut centralt.

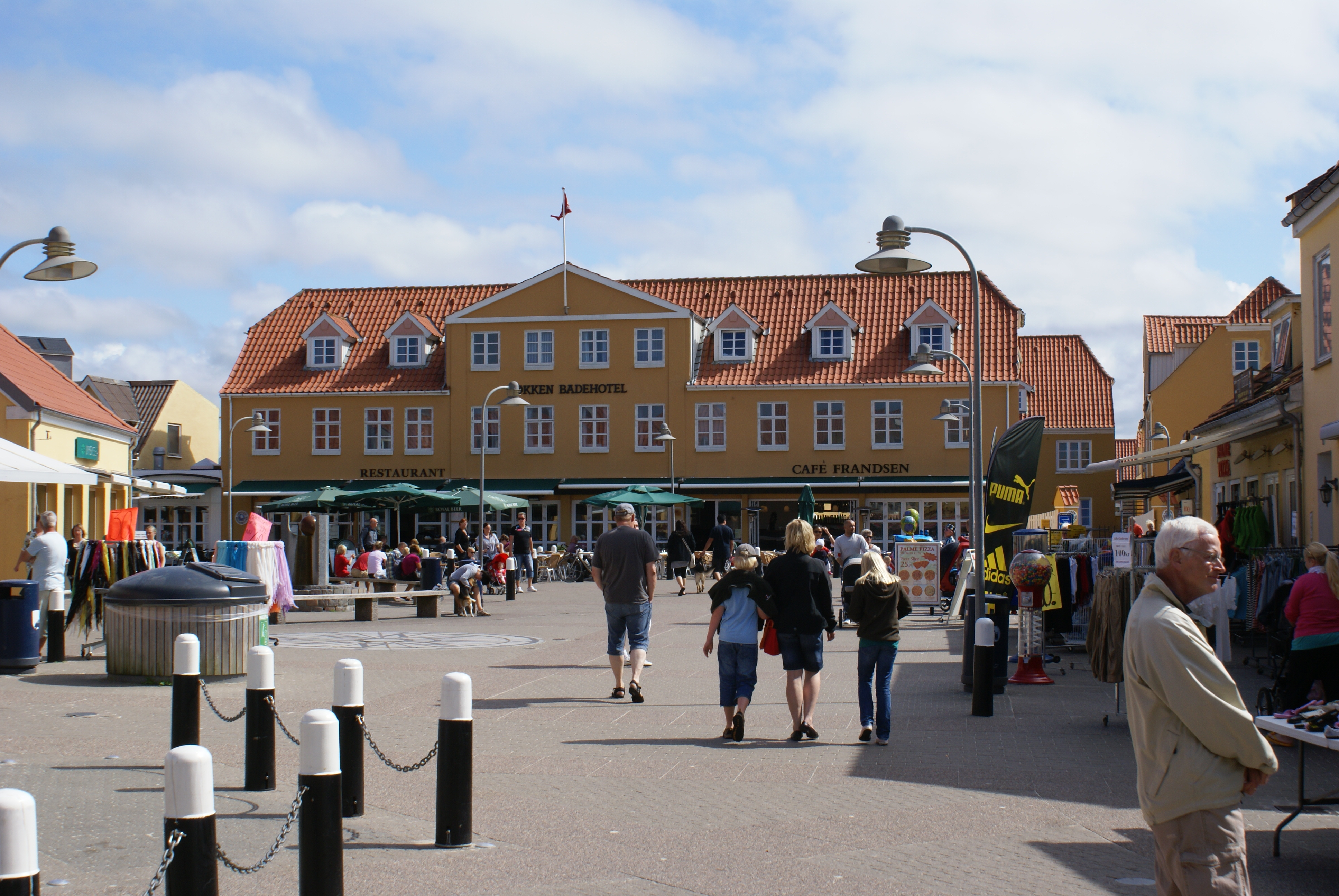
Torvet, med Løkken Badehotel.